# Élections législatives de 1978 dans le Cher
Les élections législatives françaises de 1978 se déroulent les 12 et 19 mars 1978. Dans le département du Cher, trois députés sont à élire dans le cadre de trois circonscriptions.

## Élus
| Circonscription | Député sortant    | Parti | Parti | Député élu ou réélu  | Parti | Parti    |
| --------------- | ----------------- | ----- | ----- | -------------------- | ----- | -------- |
| 1re             | Raymond Boisdé    |       | RI    | Jean-François Deniau |       | UDF (PR) |
| 2e              | Jean Boinvilliers |       | RPR   | Jean Boinvilliers    |       | RPR      |
| 3e              | Maurice Papon     |       | RPR   | Maurice Papon        |       | RPR      |

## Résultats

### Résultats à l'échelle du département
| Parti          | Parti                              | Premier tour | Premier tour | Second tour | Second tour | Sièges |
| Parti          | Parti                              | Voix         | %            | Voix        | %           | Sièges |
| -------------- | ---------------------------------- | ------------ | ------------ | ----------- | ----------- | ------ |
|                | Parti communiste français          | 58 335       | 33,00        | 88 591      | 48,50       | 0      |
|                | Parti socialiste                   | 29 589       | 16,74        | Retrait     | Retrait     | 0      |
|                | Union de la gauche                 | 87 924       | 49,74        | 88 591      | 48,50       | 0      |
|                |                                    |              |              |             |             |        |
|                | Rassemblement pour la République   | 49 395       | 27,94        | 59 158      | 32,39       | 2      |
|                | Union pour la démocratie française | 28 610       | 16,19        | 34 916      | 19,11       | 1      |
|                | Divers droite                      | 4 562        | 2,58         |             |             | 0      |
|                | Majorité présidentielle            | 82 567       | 46,71        | 94 074      | 51,50       | 3      |
|                |                                    |              |              |             |             |        |
|                | Lutte ouvrière                     | 5 353        | 3,03         |             |             | 0      |
|                | Parti socialiste unifié            | 915          | 0,52         | 0           |             |        |
|                |                                    |              |              |             |             |        |
| Inscrits       | Inscrits                           | 215 180      | 100,00       | 214 790     | 100,00      | 3      |
| Abstentions    | Abstentions                        | 34 511       | 16,04        | 27 534      | 12,82       |        |
| Votants        | Votants                            | 180 669      | 83,96        | 187 256     | 87,18       |        |
| Blancs et nuls | Blancs et nuls                     | 3 910        | 2,16         | 4 591       | 2,45        |        |
| Exprimés       | Exprimés                           | 176 759      | 97,84        | 182 665     | 97,55       |        |

### Résultats par circonscription

#### Première circonscription (Bourges)
| Candidat       | Candidat                 | Parti          | Premier tour | Premier tour | Second tour | Second tour |  |
| Candidat       | Candidat                 | Parti          | Voix         | %            | Voix        | %           |  |
| -------------- | ------------------------ | -------------- | ------------ | ------------ | ----------- | ----------- |  |
|                | Jean-François Deniau élu | UDF (PR)       | 28 610       | 43,9         | 34 916      | 51,95       |  |
|                | Jacques Rimbault         | PCF            | 22 306       | 34,22        | 32 296      | 48,05       |  |
|                | Charles Parnet           | PS             | 10 590       | 16,25        | Retrait     | Retrait     |  |
|                | Colette Cordat           | LO             | 1 952        | 2,99         |             |             |  |
|                | Jacques Malvaux          | PSD            | 1 718        | 2,64         |             |             |  |
|                |                          |                |              |              |             |             |  |
| Inscrits       | Inscrits                 | Inscrits       | 79 809       | 100,00       | 79 738      | 100,00      |  |
| Abstentions    | Abstentions              | Abstentions    | 13 144       | 16,47        | 10 759      | 13,49       |  |
| Votants        | Votants                  | Votants        | 66 665       | 83,53        | 68 979      | 86,51       |  |
| Blancs et nuls | Blancs et nuls           | Blancs et nuls | 1 489        | 2,23         | 1 767       | 2,56        |  |
| Exprimés       | Exprimés                 | Exprimés       | 65 176       | 97,77        | 67 212      | 97,44       |  |

#### Deuxième circonscription (Vierzon)
| Candidat       | Candidat                        | Parti                     | Premier tour | Premier tour | Second tour | Second tour |  |
| Candidat       | Candidat                        | Parti                     | Voix         | %            | Voix        | %           |  |
| -------------- | ------------------------------- | ------------------------- | ------------ | ------------ | ----------- | ----------- |  |
|                | Jean Boinvilliers sortant réélu | RPR                       | 26 559       | 42,87        | 32 579      | 51,05       |  |
|                | Fernand Micouraud               | PCF                       | 19 921       | 32,16        | 31 244      | 48,95       |  |
|                | Jean Rousseau                   | PS                        | 10 560       | 17,05        | Retrait     | Retrait     |  |
|                | Jean-Jacques Prodhomme          | LO                        | 2 065        | 3,33         |             |             |  |
|                | Pierre Malraux                  | Divers droite (Gaulliste) | 1 658        | 2,68         |             |             |  |
|                | Jean-Francis Aussudre           | MDD                       | 1 186        | 1,91         |             |             |  |
|                |                                 |                           |              |              |             |             |  |
| Inscrits       | Inscrits                        | Inscrits                  | 74 428       | 100,00       | 74 232      | 100,00      |  |
| Abstentions    | Abstentions                     | Abstentions               | 11 077       | 14,88        | 8 831       | 11,9        |  |
| Votants        | Votants                         | Votants                   | 63 351       | 85,12        | 65 401      | 88,1        |  |
| Blancs et nuls | Blancs et nuls                  | Blancs et nuls            | 1 402        | 2,21         | 1 578       | 2,41        |  |
| Exprimés       | Exprimés                        | Exprimés                  | 61 949       | 97,79        | 63 823      | 97,59       |  |

#### Troisième circonscription (Saint-Amand-Montrond)
| Candidat       | Candidat                    | Parti             | Premier tour | Premier tour | Second tour | Second tour |  |
| Candidat       | Candidat                    | Parti             | Voix         | %            | Voix        | %           |  |
| -------------- | --------------------------- | ----------------- | ------------ | ------------ | ----------- | ----------- |  |
|                | Maurice Papon sortant réélu | RPR               | 22 836       | 46,01        | 26 579      | 51,48       |  |
|                | Laurent Bilbeau             | PCF               | 16 108       | 32,45        | 25 051      | 48,52       |  |
|                | Berthe Fiévet               | PS                | 8 439        | 17           | Retrait     | Retrait     |  |
|                | Odile Quivigier             | LO                | 1 336        | 2,69         |             |             |  |
|                | Lionel Magnier              | Divers écologiste | 915          | 1,84         |             |             |  |
|                |                             |                   |              |              |             |             |  |
| Inscrits       | Inscrits                    | Inscrits          | 60 943       | 100,00       | 60 820      | 100,00      |  |
| Abstentions    | Abstentions                 | Abstentions       | 10 290       | 16,88        | 7 944       | 13,06       |  |
| Votants        | Votants                     | Votants           | 50 653       | 83,12        | 52 876      | 86,94       |  |
| Blancs et nuls | Blancs et nuls              | Blancs et nuls    | 1 019        | 2,01         | 1 246       | 2,36        |  |
| Exprimés       | Exprimés                    | Exprimés          | 49 634       | 97,99        | 51 630      | 97,64       |  |